# Aurora (Oregon)
Pour les articles homonymes, voir Aurora.
Aurora est une ville américaine située dans l'État de l'Oregon et dans le comté de Marion.

## Démographie
Au recensement de 2010, sa population était de 918 habitants dont 336 ménages et 256 familles résidentes. La densité de population était de 738,4 hab/km2
La répartition ethnique était de 89,7 % d'Euro-Américains et 10,3 % d'autres ethnies.
En 2000, le revenu moyen par habitant était de 24 839 dollars avec 1,6 % vivant sous le seuil de pauvreté.

## Source
- (en) Cet article est partiellement ou en totalité issu de l’article de Wikipédia en anglais intitulé « Aurora, Oregon » (voir la liste des auteurs).